# Наблюдательная гондола
Наблюдательная гондола (также шпионская гондола, англ. Spy gondola) — составная часть военного дирижабля, предназначенная для навигации над полем боя в условиях густой облачности.

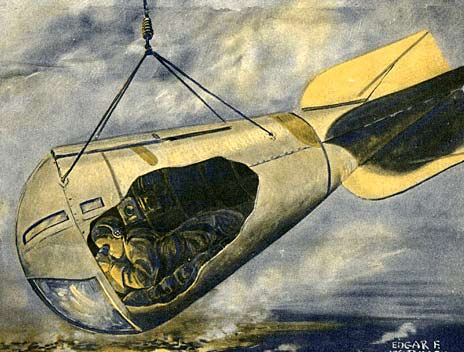
Иллюстрация наблюдательной гондолы из американского журнала Scientific American, 1916 год

Использовалась в Первой мировой войне на германских военных дирижаблях. Так как эти дирижабли летали на больших высотах вне досягаемости для вражеской артиллерии, на случай полёта в облаках немцы изобрели спускаемую на тросе длиной до километра специальную гондолу (корзину). Находившийся в ней офицер по телефону корректировал курс воздушного судна для проведения бомбометания. Германская наблюдательная гондола (нем. Spähgondel или нем. Spähkorb) представляла собой модифицированную гондолу радиоантенны (нем. Peilgondel), в которой мог разместиться наблюдатель.

## История
Наблюдательные гондолы использовались на дирижаблях класса Schütte-Lanz и Zeppelin. Американские военные экспериментировали с такой гондолой на своих дирижаблях USS Akron и USS Macon в 1930-х годах.
Эрнст Леманн, капитан немецкого дирижабля, одним из первых описал это устройство в своей книге «Цеппелины». В ней он сообщает, что барон Макс фон Гемминген, племянник графа Цеппелина, настаивал на том, что был первым, кто испытал наблюдательную гондолу на Zeppelin LZ 12 во время рейда на Лондон в 1916 году. Защитники Кале слышали работу двигателей дирижабля, но их прожекторы и артиллерийский огонь не доходили до воздушного корабля.

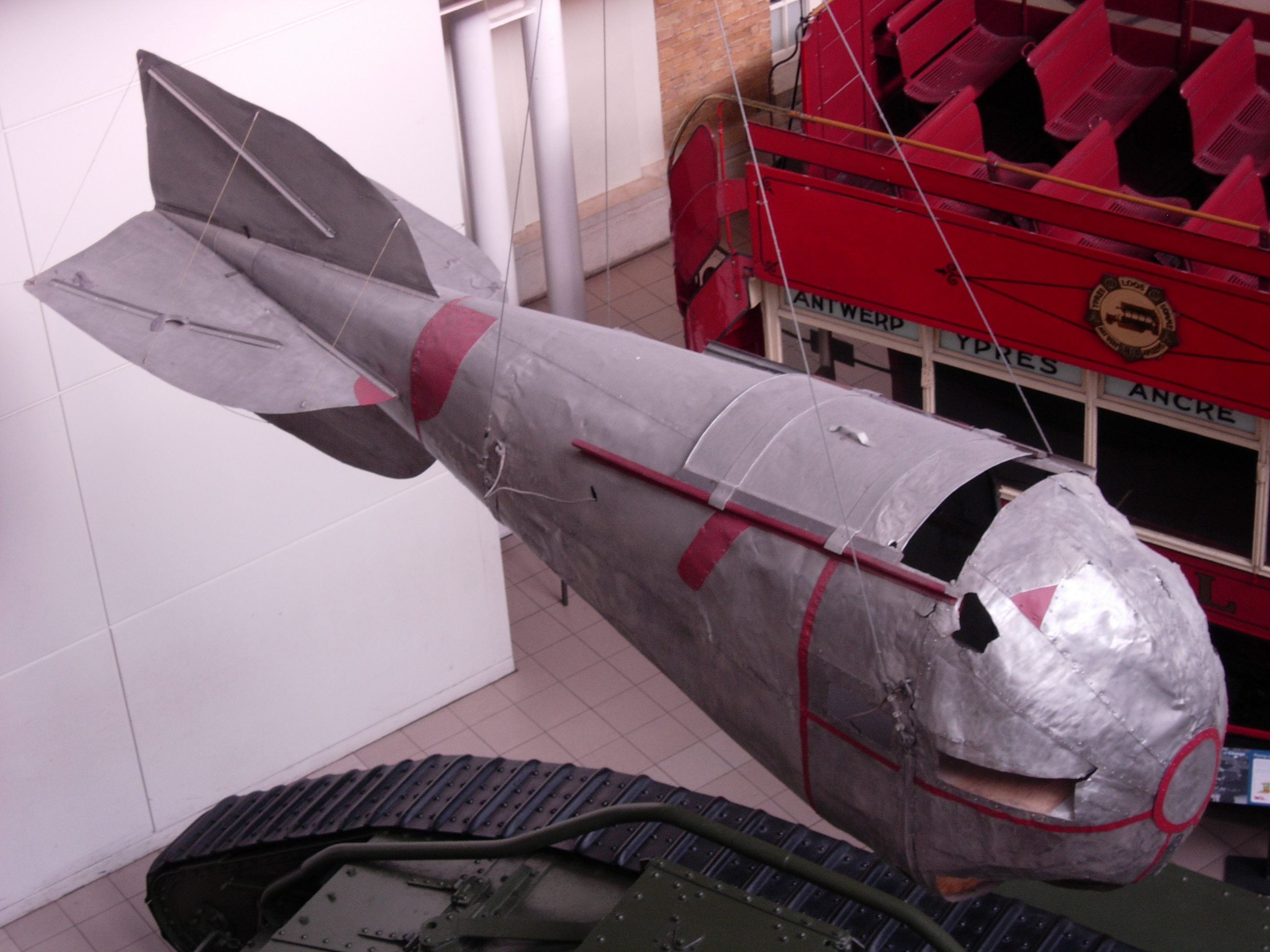
Наблюдательная гондола в лондонском Имперском военном музее

Трос для спуска гондолы был выполнен из высококачественной стали с латунным сердечником и имел изолированный резиной телефонный кабель. Сама гондола была оборудована плетеным стулом, картами местности, электрической лампой, компасом, телефоном и громоотводом. Тот же Гемминген сообщал о чувстве одиночества, которое ощущали военные в гондоле, также не видя дирижабль. Однако члены экипажа воздушного судна охотно выполняли миссию в наблюдательной гондоле, так как это было единственное место, где разрешалось курить.

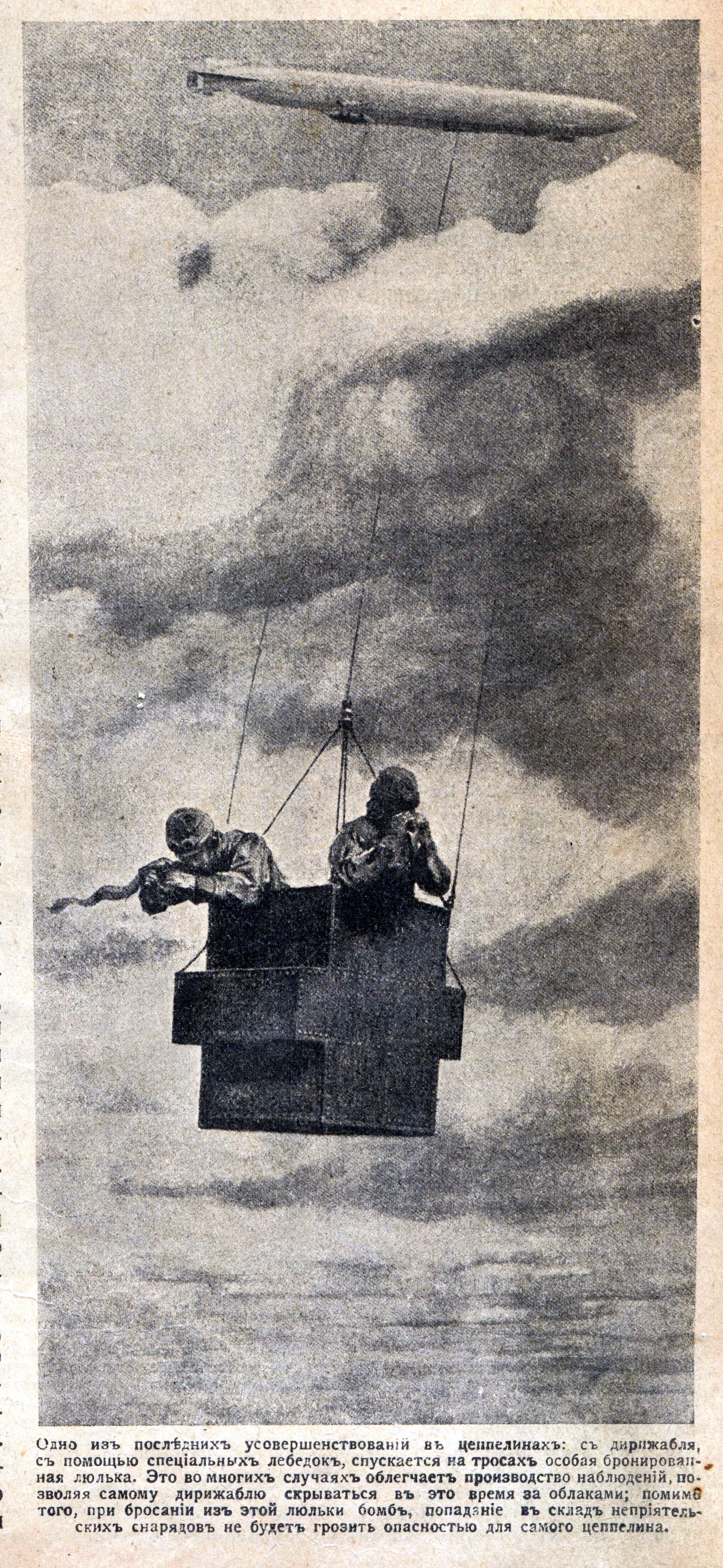
Сюжет из фильма

В Имперском военном музее в Лондоне экспонируется одна из наблюдательных гондол немецкого Цеппелина, которая была обнаружена около Колчестера после воздушного налета немецких дирижаблей в ночь со 2 на 3 сентября 1916 года. Предположительно, она принадлежала Zeppelin LZ 90; с ней было найдено около 1500 метров троса, лебёдка обнаружилась недалеко от города Бери-Сент-Эдмундс.
Использование шпионской корзины показано в художественном фильме 1930 года «Ангелы Ада».